# Edward Dunbar
Edward „Eddie“ Dunbar (n. 1 septembrie 1996, Banteer⁠(d), Munster⁠(d), Irlanda) este un ciclist irlandez care concurează în acest moment pentru Team Jayco–AlUla, echipă licențiată UCI WorldTeam.

## Rezultate în Marile Tururi

### Turul Italiei
2 participări
- 2019: locul 22
- 2023: locul 7

### Turul Spaniei
2 participări
- 2023: nu a terminat competiția
- 2024: câștigător al etapelor a 11-a și a 20-a